# Gδ-mängd
En Gδ-mängd (G-delta-mängd) är en mängd som kan skrivas som snittet av en uppräknelig uppsättning öppna mängder, i andra ord
{\displaystyle G_{\delta }=\bigcap _{i=1}^{\infty }G_{i}}
där varje {\displaystyle G_{i}} är en öppen mängd.

## Egenskaper
- Komplementet till en {\displaystyle G_{\delta }}-mängd är en Fσ-mängd.